# Television New Zealand
TVNZ (Television New Zealand — «Телевидение Новой Зеландии») — новозеландская общественная телекомпания.

## История

### RBC-NZBB-NBS-NZBS-NZBC (1925—1975)
В 1925 году была создана частная корпорация RBC (Radio Broadcasting Company — Радиовещательная компания). В 1932 году она была национализирована и переименована в NZBB (New Zealand Broadcasting Board), позднее в свою очередь переименованную в NBS (New Zealand National Broadcasting Service — «Новозеландская национальная радиовещательная служба»), в 1950-е гг. — в NZBS (New Zealand Broadcasting Service — «Новозеландская радиовещательная служба»), в 1962 году в NZBC (New Zealand Broadcasting Corporation — «Новозеландская радиовещательная корпорация»). В 1960 году NZBC через VHF запустила телеканал NZBC TV. В 1948 году NBS на коротких волнах запустила группу радиоблоков Radio New Zealand (ныне — Radio New Zealand International). В 1964 году за радиостанциями закрепилось NZBC National Programme и NZBC Concert Programme.

### TV One и TV Two (1975—1980)
В 1975 году NZBC была разделена на Television One и Radio New Zealand. В том же году была создана телекомпания TV2 запустившая одноимённый телеканал, через год и телекомпания и телеканал были переименованы в South Pacific Television были вновь объединены с в BCNZ (Broadcasting Corporation of New Zealand — «Радиовещательная корпорация Новой Зеландии»).

### TVNZ (с 1980)
В 1980 году Television One, Television Two были объединены в TVNZ, South Pacific Television вновь был переименован в TV 2. В 1988 году BCNZ была ликвидирована, TV 2 был переименован в Channel 2. 26 ноября 1989 года лишилась монополии на телевещание — был запущен первый в Новой Зеландии частный телеканал TV3. В 1996 году Channel 2 вновь стал называться TV 2. 30 сентября 2007 года TVNZ запустила телеканал TVNZ 6, в том же году — TVNZ Sport Extra, 30 марта 2008 года — TVNZ 7, 1 июня 2010 года — TVNZ Heartland. 28 февраля 2011 года TVNZ 6 был закрыт. 13 марта 2011 года TVNZ запустил телеканал U. 30 июня 2012 года был закрыт телеканал TVNZ 7,31 августа 2013 года телеканал U, а 21 марта 2015 года был закрыт телеканал TVNZ Heartland. 20 марта 2016 года TVNZ запустила телеканал TVNZ Duke, в том же году TV One был переименован в TVNZ 1, TV 2 в TVNZ 2.

## Телеканалы
- TVNZ 1
  - 1 News At 6pm - часовая информационная программа в 18.00
- TVNZ 2

Доступны через эфирное (цифровое (DVB-T) на ДМВ, ранее — аналоговое (PAL) на ДМВ и МВ), кабельное, спутниковое телевидение, IPTV на 1-м и 2-м телеканалах, а также Интернет.

## Специализированные телеканалы
- TVNZ Duke

Доступен через эфирное (цифровое (DVB-T) на ДМВ), кабельное, спутниковое телевидение, IPTV на второстепенных телеканалах, а также через Интернет.

## Управление и финансирование
Является одним из двух (наряду с Radio New Zealand) общественных вещателей Новой Зеландии. Является акционерным обществом, акции которого принадлежат государству. Возглавляется Советом директоров (TVNZ Board). Финансируются за счёт отчислений государственной казны. Является ассоциированным членом EBU.